# Batalha de Dair Alacul

Coração, Transoxiana e Tocaristão árabes

Zonas atacadas e/ou ocupadas pelos zanjes

A Batalha de Dair Alacul (em árabe: دير العاقول; romaniz.: Dayr al-'Aqul; em persa: دیرالعاقول) foi travada em 8 de abril de 876, entre as forças do emir safárida Iacube ibne Alaite (r. 861–879) e o Califado Abássida. Ocorrendo a aproximados 80 km a sudeste de Bagdá, ela terminou numa vitória decisiva dos abássidas, forçando Iacube a interromper seu avanço dentro do Iraque. A cidade de Dair Alacul (literalmente "mosteiro à curva do rio", do siríaco ʿaqūlā, "curva") foi a principal cidade do distrito fértil (tassuje) no Naravã central, fazendo-a a mais relevante cidade no rio Tigre entre Bagdá em Uacite. Ela ocorreu próximo uma vila do distrito da cidade, chamada Istarbande, entre Dair Alacul e Sibe Bani Cuma.

## Antecedentes
Desde a morte do califa Mutavaquil (r. 847–861) em 861, o Califado Abássida esteve em estado de tumulto (a Anarquia em Samarra). O exército turco, num esforço de preservar o poder de seus líderes, derrubou os califas que consideraram insatisfatório. Entre a morte de Mutavaquil e a ascensão de Almutâmide (r. 870–892) em 870, três califas encontraram fins violentos.[a] Com os turcos exercendo controle sem precedente sobre o império enquanto as finanças do califado eram consideravelmente incapazes de apoiá-los, o prestígio dos califas alcançou seu mais baixo nível até então.
Como a situação na capital declinou, vários grupos em diferentes partes do império tomaram vantagem deste período de fraqueza. No Tabaristão, uma dinastia zaidita chegou ao poder em 864. Em 868, o turco Amade ibne Tulune ganhou controle do Egito e gradualmente afirmou sua independência de Samarra. No Iraque Inferior e Cuzistão, a Rebelião Zanje começou em 869 e representou uma ameaça série ao Califado Abássida na região.
No Irã, no meio tempo, a ameaça mais significativa contra o califado veio na forma de Iacube ibne Alaite. Ele chegou ao poder em 861 no Sistão, uma província que estava sob controle de bandos aiares desde 854. De lá Iacube rapidamente se expandiu, e em 873 extinguiu o controle dos taíridas, que eram governadores leais aos abássidas, no Coração. Isso deixou-o no controle de boa parte do Irã Oriental e Central e partes do Afeganistão. Em Samarra, a reconciliação entre os turcos e os califas começou durante o reinado de Almutâmide. O irmão de Almutâmide, Almuafaque, foi a força motriz por trás desse sucesso; ele possuía boas relações com os líderes turcos como Muça ibne Buga e gradualmente ganhou mais e mais poder até ser o administrador real do império. Muça ibne Buga manteve o comando de várias províncias orientais, mas seu fracasso em fazer qualquer progresso contra os rebeldes levou-o a abandonar sua posição, depois do que Almuafaque apossou-se dela.
Os abássidas estavam cientes da ameaça, especialmente depois de Iacube conquistar Pérsis de Maomé ibne Uacil em 875. De Pérsis, Iacube moveu-se ao Cuzistão, capturando Ramurmuz em dezembro de 875. Esse movimento colocou o exército safárida próximo do Iraque, bem como deixou Iacube próximo da Revolta Zanje. Os abássidas temeram que os safáridas e zanjes poderiam unir-se contra o califado, mas a rejeição posterior de Iacube de uma oferta zanje para tornarem-se aliados coloca dúvida sobre essa possibilidade. Em todo caso, foi um desenvolvimento alarmante, pois o califa não sentia que tinha os recursos para parar Iacube. Todos os apoiantes de Iacube em Bagdá, que foram presos em 873 após sua conquista do Coração, foram libertados, e Almutâmide enviou um emissário a Iacube para conferir-lhe o governo do Coração, Tabaristão, Pérsis, Gurgã e e Rei, bem como nomeou-o chefe da segurança em Bagdá.[b]
Iacube, sentindo que a oferta foi feita devido a fraqueza do califa, rejeito-a e escreveu-lhe informando que avançaria contra a capital. A oferta também alienou os turcos em Samarra, que sentiam que Iacube representava uma ameaça aos seus interesses. Vendo que um acordo era impossível, Almutâmide declarou guerra e pronunciou uma maldição formal contra Iacube. Em 7 de março de 876, ele deixou Samarra, deixando seu filho Almufauade no comando da capital. Em 15 de março, chegou em Bagdá, antes de chegar perto de Caluada e montar acampamento. De lá seu exército marchou para Sibe Bani Cuma, onde o general de Almutâmide, Almançor de Bactro, uniu-se a ele depois de atrasar o exército de Iacube. Enquanto esteve lá, o califa reuniu mais tropas para seu lado.
De sua parte, Iacube viajou através do Cuzistão, período no qual um antigo general califal, Abil Saje Deudade, desertou e entrou no Iraque. O general califal Almançor de Bactro conseguiu atrasar seu progresso ao inundar as terras fora de Uacite, mas o exército safárida foi capaz de através e entrar em Uacite em 24 de março. Deixando Uacite, ele dirigiu-se à cidade de Sair Alacul, que estava a aproximadas 50 milhas de Bagdá. Segundo uma fonte, Iacube não esperava realmente que o califa fosse oferecer batalha; em vez disso ele cederia a qualquer uma das exigências que o safárida tivesse. Almutâmide, contudo, enviou Almuafaque para impedi-lo. Os dois exércitos encontraram-se em Istarbande, entre Dair Alacul e Sibe Bani Cuma.

## Batalha

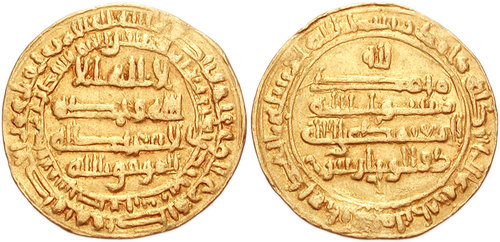
Dinar de ouro de Almutâmide r. com os nomes de Almuafaque r. e o vizir Saíde (duluizarataim)

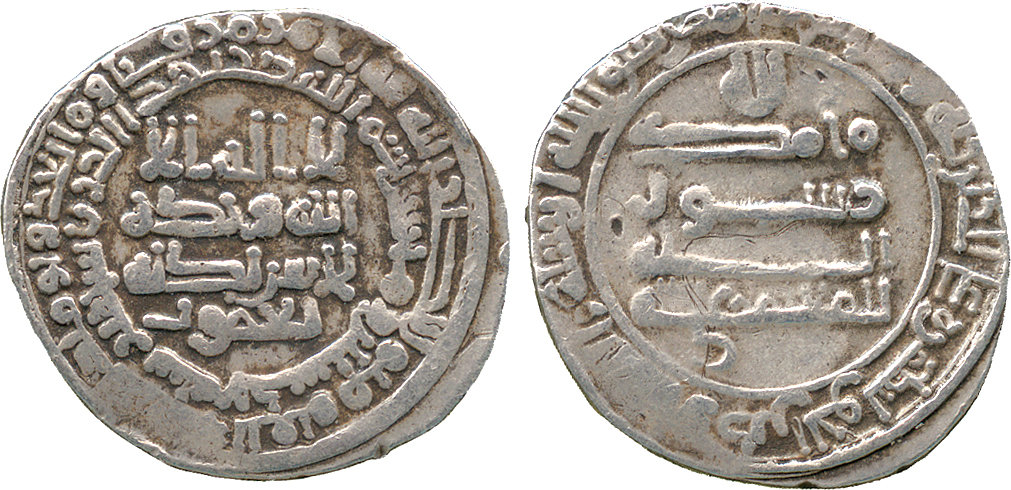
Dirrã de Iacube ibne Alaite r.

A batalha ocorreu em 1, 8 ou 10 de abril. Antes da batalha, Iacube revelou suas tropas, que aparentemente incluíam 10 000 homens. Os abássidas, contudo, tinham uma superioridade numérica e a vantagem adicional de lutarem em terreno familiar. O centro do exército abássida foi comandado por Almuafaque. Muça ibne Buga comandou a ala direita e Almançor de Bactro a esquerda. Um apelo final foi feito aos safáridas para que restaurassem sua lealdade ao califa, e a batalha começou.
A luta ocorreu durante a maior parte do dia. O exército safárida estava de algum modo relutante para lutar diretamente contra o califa e seu exército. Apesar disso, houve várias baixas em ambos os lados, e vários comandantes abássidas e safáridas foram mortos. Iacube foi ferido, mas não deixou o campo. Com a aproximação da noite, reforços chegaram para apoiar Almuafaque. O maula Noçáir criou uma distração ao atacar a retaguarda safárida a partir de barcos no Tigre e atear fogo no trem de bagagem inimigo, dando aos abássidas mais vantagem.
Posteriormente, o exército safárida começou a fugir. Iacube e seus guardas continuaram a lutar, mas foram forçados a deixar o campo a medida que o exército se retirou, deixando-os para trás. O califa aparentemente inundou as terras atrás dos safáridas antes da batalha, e isso tornou a retirada difícil; muitos se afogaram tentando escapar do exército abássida. Com os safáridas fazendo uma retirada apreçada, Almuafaque foi capaz de capturar a bagagem de Iacube. Vários prisioneiros políticos que Iacube trouxe consigo, como o taírida Maomé ibne Tair, também caíram nas mãos dos abássidas e foram libertados.

## Rescaldo

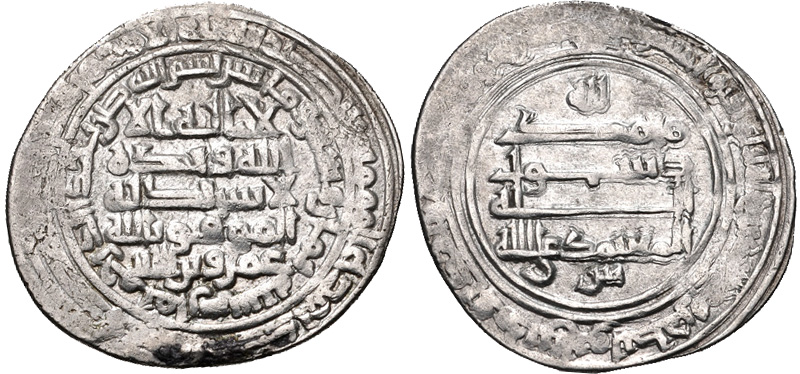
Dirrã de Anre ibne Alaite r.

A batalha parou completamente o avanço de Iacube e colocou um fim naquilo que era a maior ameaça ao Califado Abássida.[c] Iacube não fez nenhuma campanha subsequente contra o Iraque. Almutâmide, após sua vitória, restaurou vários indivíduos a suas províncias no Irã, como Maomé ibne Uacil em Pérsis e Maomé ibne Tair no Coração, mas eles foram incapazes de impor suas reivindicações contra os safáridas. Iacube morreu três anos depois, em 879; seu irmão e sucessor, Anre ibne Alaite (r. 879–901) concluiu a paz com o califa que durou por alguns anos. Os abássidas foram capazes de trabalhar na reimposição de sua autoridade em várias províncias; os zanjes foram derrotados em 883, e Egito e Pérsis retornariam posterior ao controle abássida.